# Campeonato Mundial de Ciclismo en Pista de 1910
El XVIII Campeonato Mundial de Ciclismo en Pista se celebró en Bruselas (Bélgica) entre el 17 y el 25 de julio de 1910 bajo la organización de la Unión Ciclista Internacional (UCI) y la Real Liga Belga de Ciclismo.
Las competiciones se realizaron en el Velódromo Karreveld de la capital belga. En total se disputaron 4 pruebas, 2 para ciclistas profesionales y 2 para ciclistas aficionados o amateur.

## Medallistas

### Profesional
| Evento      | Oro                    | Plata                        | Bronce                         |
| ----------- | ---------------------- | ---------------------------- | ------------------------------ |
| Velocidad   | Émile Friol Francia    | Thorvald Ellegaard Dinamarca | —                              |
| Medio fondo | Georges Parent Francia | Léon Vanderstuyft · Bélgica  | Robert Walthour Estados Unidos |

1. ↑  El alemán Walter Rütt no se presentó a la final.

### Amateur
| Evento      | Oro                        | Plata                | Bronce                    |
| ----------- | -------------------------- | -------------------- | ------------------------- |
| Velocidad   | William Bailey Reino Unido | Karl Neumer Alemania | Paul Texier Francia       |
| Medio fondo | Henri Hens · Bélgica       | Louis Delbor Francia | Sydney Bailey Reino Unido |

## Medallero
| Núm. | País           | Oro | Plata | Bronce | Total |
| ---- | -------------- | --- | ----- | ------ | ----- |
| 1    | Francia        | 2   | 1     | 1      | 4     |
| 2    | Bélgica        | 1   | 1     | 0      | 2     |
| 3    | Reino Unido    | 1   | 0     | 1      | 2     |
| 4    | Alemania       | 0   | 1     | 0      | 1     |
| 4    | Dinamarca      | 0   | 1     | 0      | 1     |
| 6    | Estados Unidos | 0   | 0     | 1      | 1     |
|      | TOTAL          | 4   | 4     | 3      | 11    |